# استئصال المبيض
استئصال المَبيض أو استئصال المبيضين أو خَزع المَبيض (بالإنجليزية: Oophorectomy)‏ هو عملية جراحية هدفها إزالة المبيض أو المبيضين. إزالة المبيضين في المرأة هو المعادل البيولوجى  للخصي في الذكور؛ الإخصاء هو فقط في بعض الأحيان يستخدم في الأدب الطبي إلى إشارة إلى استئصال  المبيض في البشر.أما في  العلوم البيطرية، الإزالة الكاملة  للمبايض،قناة البيض، قرون الرحم والرحم وهو شكل من التعقيم.
الاستئصال الجزئى للمبايض هو مصطلح يستخدم أحيانا لوصف مجموعة متنوعة من العمليات الجراحية مثل عمليات تكيس المبيض باستئصال جزء من المبيض. هذا النوع من الجراحة يهدف إلى الحفاظ على الخصوبة، على الرغم من أن الاثار الجانبية مثل فشل المبيض قد تكون متكررة نسبيا. معظم المخاطر والعواقب على المدى الطويل لاتوجد أو توجد جزئيا مع الاستئصال الجزئى للمبيض. هذا الإجراء قد استعمل كطريقة علاج لمرتكبي الجرائم الجنسية من الإناث أو الإناث مرتكبى الجرائم الجنسية للاطفال.
في البشر، استئصال المبيض غالبا ما يستعمل لعلاج أمراض مثل تكيسات المبيض أوالسرطان؛ أو وقائيا للحد من فرص إصابة المبيض بالسرطان أو سرطان الثدي أو، أو بالتزامن مع استئصال الرحم
استئصال كلا من المبيض مع قناة فالوب يسمى بالإنجليزية Salpingo-Oophorectomy واستئصال المبيض وقناة فالوب على جانب واحد بالإنجليزية Unilateral Salpingo-Oophorectomy (USO) ولكن عندما يزال كل من المبايض وقناتى فالوب من على جانبى الجسم يستخدم مصطلح Bilateral Salpingo-Oophorectomy(BSO)
استئصال المبايض أو استئصال كلا من المبايض وقناة فالوب لا يعتبرا من الوسائل المعروفة لتحديد النسل أما الوسائل الأكثر شهرة فهى ربط قناة فالوب ففى هذه العملية تكون قناتا فالوب مغلقتين بينما تظل المبايض محتفظة بوظيفتها.
في حالات كثيرة يتم الاستئصال الجراحى للمبايض متزامنا مع الاستئصال الجراحى للرحم. الاسم الطبى الرسمى الذي يستخدم لوصف ازالة كامل الجهاز التناسلى الأنثوى (المبايض، قنوات فالوب، والرحم) هو Total Abdominal Hysterectomy with Bilateral salpingoophorectomy (TAH-BSO) (ازالة الرحم وقناتى فالوب والمبايض من على جانبى الجسم).

## التقنية
استئصال المبيض لاسباب حميدة غالبا ما تتم عن طريق تنظير البطن.أواستكشاف بطني بالمنظار أو الجراحة باستخدام الروبوت والتي غالبا ما تتم في الحالات غير المعقدة أو عندما يكون هناك شك في وجود أورام.

## احصائيات
وفقا لمراكز السيطرة على الأمراض، 454,000 امرأة  في الولايات المتحدة خضعن لاستئصال المبايض في عام 2004. نجاح أول عملية من هذا النوع، التي نشرت في تقرير  المرجع الانتقائى والتحليلي  (فيلادلفيا) في عام 1817، كان يقوم بها افرايم ماكدويل (1771-1830) جراح من دانفيل (فيرجينيا، في وقت لاحق أصبحت هذه العملية تعرف باسم (عملية باتي)، نسبة إلى  الطبيب روبرت باتى جراح من أوغوستا ، جورجيا، رائد عمليات ازالة المبايض والتي أجراها في ظروف متنوعة.().

## دواعى العملية
معظم عمليات استئصال كلا المبيضين حوالى 63% تجرى بدون أي داعى طبى، معظمهم جنبا إلى جنب مع ازالة الرحم.
على العكس من ذلك فان عمليات استئصال مبيض واحد تجرى بسبب وجود داعى طبى (73% تكيس المبايض أو انتباذ بطاني رحمي أو ورم حميد أو التهاب، الخ......) وأقل شيوعا ما تكون جنبا إلى جنب مع عمليات استئصال الرحم (61%).
دواعى خاصة تشمل عدة فئات من النساء مع زيادة كبيرة في خطر الإصابة بسرطان المبيض، مثل اللواتى يمتلكن حين معيب من نوع BRCA (طفرة معيبة مع زيادتها تزداد نسبة اصابة المرأة بسرطان الثدى وأيضا سرطان المبايض) والنساء اللواتى يعانين من الانتباذ البطانى الرحمى المعروف ب (بطانة الرحم المهاجرة: حيث توجد أنسجة رحمية خارج الرحم في المبايض حيث من المفترض ألا تتواجد) أيضا اللواتى يعانين يعانون من تكيسات المبايض.
تقليديا تعتبر المخاطر المرتبطة بعملية استئصال كلا المبيضين التي يعتقد أنها قد تمنع سرطان المبيض قد تفوق المخاطر المرتبطة بإزالة المبيضين. ومع ذلك، فمن الواضح الآن أن عملية استئصال المبايض الوقائية بدون أي سبب طبى معقول قد يقلل على المدى الطويل معدلات البقاء على قيد الحياة إلى حد كبير وله أثار ضارة طويلة الأجل على الصحة والعافية.

### الوقاية من السرطان
استئصال المبيض يمكن أن تحسن بشكل كبير بقاء المرأة مع وجود مخاطر عالية من جينات  BRCA المعيبة.
للنساء اللواتى لديهن مخاطر عالية من جين BRCAالمعيب، العمليات الوقائية لاستئصال المبيض عند حوالي سن 40 تقلل من خطر الإصابة بسرطان المبيض وسرطان الثدي وتوفر ميزة هامة وكبيرة في البقاء على المدى الطويل. التدخل السابق لأوانه قديؤدى على الأرجح إلى زيادة المخاطر والاثار الجانبية ولا يؤدى إلى أي تحسن.
للنساء اللواتى لديهن مخاطر عالية من جين BRCA2 المعيب، استئصال المبيض عند حوالي سن  سنة 40 له فائدة نسبية متواضعة من أجل البقاء؛ الأثر الإيجابي لانخفاض نسبة حدوث سرطان الثدي وسرطان المبيض عادة ما تكون المخاطر متوازنة تقريبا مع الآثار السلبية. تتحقق ميزة البقاء على قيد الحياة عندماتتم عملية استئصال المبيض جنبا إلى جنب مع استئصال الثدي الوقائي.
من المهم أن نفهم أن المخاطر والمنافع المرتبطة باستئصال المبيض في النساء اللواتى لديهن طفرات BRCA1/2 أنها قد تختلف عن تلك المخاطر والمنافع بالنسبة لعامة السكان. عملية ازالة كلا من قناتى فالوب والمبايض والتي تكون مصدر خطر تكون خيار مهم للنساء اللواتى يقعن في دائرة الخطر. النساء اللواتى لديهن طفرات BRCA1/2 المعيبة واللاتى خضعن لعمليات استئصال المبايض وقناتى فالوب لديهن نسب وفيات منخفضة مقارنة بنظرائهن اللواتى لم يخضعن لهذه العملية.  وبالإضافة إلى ذلك فان عمليات الاستئصال تلك أظهرت انخفاضا في نسبة الوفيات المرتبطة بسرطان الثدى وسرطان الرحم. النساء اللواتى خضعن لتلك العملية يكونون أقل عرضة لخطر الإصابة بسرطان المبيض وكذلك الإصابة لأول مرة بسرطان الثدى، توفر تلك العملية أيضا للنساء للواتى يمتلكن جينات BRCA1 واللواتى لم يصبن سابقا، انخفاضا بنسبة 70% لخطر الإصابة بسرطان المبيض. أما اللواتى يمتلكن جينات BRCA1 مع اصابتهن بسرطان الثدى  سابقا توفر لهن العملية انخفاضا بنسبة 85% . أما النساء المعرضات بنسبة كبيرة لخطر السرطان واللواتى لم يصبن سابقا بسرطان الثدى فتوفر لهن العملية انخفاضا قدره 37% لطفرات BRCA1 و 64% لطفرات BRCA2  في الحد من خطر الإصابة بسرطان الثدي. هذه الفوائد هي الأهم لأنها فريدة من نوعها للمصابين بطفرات BRCA 

### بطانة الرحم المهاجرة
في حالات نادرة، جراحات استئصال المبيض يمكن أن تستخدم لعلاج الانتباذ البطانى الرحمى (بطانة الرحم المهاجرة) من خلال القضاء على الدورة الشهرية، والتي من شأنها الحد من أو القضاء على انتشار الانتباذ البطانى الرحمى  وكذلك الحد من الألم. حيث أن الانتباذ البطانى الرحمى ينتج من النمو المفرط للأنسجة المحيطة بالرحم فان استئصال المبايض في علاج هذا المرض يكون غالبا بالتزامن مع استئصال الرحم للحد من أو تقليل نسبة تكرار حدوث المرض مستقبلا.
استئصال المبيض في علاج الانتباذ البطانى الرحمى يستخدم فقط عندما يكون الملاذ الأخير مع استئصال الرحم في أغلب الأحيان حيث يوجد هناك العديد من الاتار السلبية على النساء في سن الانجاب وكذلك انخفاض معدل نجاح العملية.
الاستئصال الجزئي للمبيض—لإزالة تكيسات المبيض والتي لا تشمل استئصال مجموع المبيض—غالبا ما تستخدم لعلاج الحالات الخفيفة من الانتباذ البطانى الرحمى عندما تفشل العلاجات غير الجراحية في ايقاف نمو تكيس المبيض. إزالة تكيسات المبيض من خلال الاستئصال الجزئي للمبيض يستخدم أيضا لعلاج الام الحوض في سن متأخرة الناتجة من الاضطرابات الهرمونية المؤثرة على الحوض.

## المخاطر والآثار السلبية:-

### المخاطر الناتجة عن الجراحة
استئصال المبيض هو جراحة تجرى داخل البطن ولها اثار جانبية خطيرة  ناتجة مباشرة من العملية الجراحية والتي تكون نادرة الحدوث. عندمايكون استئصال المبيض جنبا إلى جنب مع استئصال الرحم، فقد تؤثر على اختيار الأسلوب الجراحي مثل الجراحة المزدوحة والتي من غير الوارد تنفيذها عن طريق المهبل
استئصال ملحقات الرحم (المبيض وقناة فالوب) باستخدام المنظار ترتبط بنسبة عالية من خطر الإصابة بانسداد الأمعاء التلاصقى (24%).
كما توجد مضاعفات نادرة الحدوث مثل اصابةالحالب على مستوى الرباط المعلق للمبيض

### آثار طويلة الأجل
استئصال المبيض له اثار خطيرة طويلة الأجل نابعة في الغالب من التأثيرات الهرمونية للجراحة وتمتد إلى ما بعد انقطاع الطمث. المخاطر والآثار السلبية المتناقلة تشمل الوفاة المبكرة، أمراض القلب والأوعية الدموية، تدهور الإدراك أو الخرف، هشاشة العظام وكسور العظام، وتدهور في الحالة النفسية. وانخفاض في الوظيفة الجنسية. العلاج بالهرمونات البديلة لا يحد من الآثار السلبية دائما.

### وفيات
استئصال المبيض يرتبط مع زيادة كبيرة في الوفيات  على المدى الطويل إلا عندما يكون الغرض منه هو الوقاية من السرطان في النساء الحاملات لطفرات BRCA عالية المخاطر. هذا التأثير بوجه خاص ينطبق  على النساء اللاتي يخضعن لاستئصال المبيض قبل سن 45 
التأثير لا يقتصر على النساء اللواتى خضعن لاستئصال المبايض قبل سن انقطاع الحيض: فالتأثير يمتد ليشمل كل النساء الاتى خضعن للعملية حتى  قبل سن 65 عاما.الجراحة في سن بين  50-54 عاما تقلل من احتمالية البقاء على قيد الحياة حتى سن 80 بنسبة 8% (بنسبة 54% إلى 62%), الخضوع للجراحة في سن 55-59 عاما يقلل أيضا من احتمالية البقاء على قيد الحياة ولكن بنسبة أقل هي 4%. معظم هذا التأثير يرجع إلى زيادة مخاطر اصابة القلب والأوعية الدموية وكسور الورك. .
إزالة المبايض يسبب تغيرات هرمونية وأعراض مشابهة ولكنها عموما أشد من تلك التي تحدث مع  انقطاع الطمث. النساء اللواتى خضعن لعملية استئصال المبايض عادة ما يشجعوا على تناول أدوية بديلة للهرمونات لمنع التأثيرات السلبية الأخرى التي غالبا ما ترتبط مع انقطاع الطمث. النساء الأصغر سنا من سن الخامسة والأربعين اللواتى أزيلت لهن المبايض يواجهن خطر الوفاة بنسبة 170% أعلى من النساء الذين فضلن الإبقاء على مبايضهن. الإبقاء على المبايض عندما يتم إجراء استئصال الرحم يرتبط مع مدة بقاء أفضل على المدى الطويل <>العلاج الهرموني للنساء مع استئصال المبايض قبل سن 45 يحسن النتيجة على المدى الطويل ويقلل معدلات الوفيات.

### آثار انقطاع الطمث
النساء الواتى خضعن لاستئصال كلا المبيضين أنقص قدرتهن بشكل كبير على إنتاج هرمونات الاستروجين والبروجسترون وفقدن حوالي نصف قدرتهن على إنتاج هرمون التستوستيرون، ومن ثم قد دخلن في ما يعرف باسم «سن اليأس الجراحي» (بدلا من أن انقطاع الطمث العادي الذي يحدث بشكل طبيعي في النساء كجزء من عملية الشيخوخة). في انقطاع الطمث الطبيعي المبايض عموما لا تزال تنتج مستويات منخفضة من الهرمونات وخاصة هرمون الذكورة بعد انقطاع الطمث، وهو ما قد يفسر السبب في أن انقطاع الطمث الجراحي هو عادة مصحوبا بظهور أعراض مفاجئة وحادة عن تلك التي تنتج من انقطاع الطمث الطبيعية، الأعراض التي قد تستمر حتى سن انقطاع الطمث الطبيعى. وتعالج هذه الأعراض عادة عن طريق العلاج الهرموني، وذلك باستخدام أشكال مختلفة من الاستروجين والتستوستيرون وهرمون البروجسترون أو كليهما.

### مخاطر القلب والأوعية الدموية
عندما تتم عملية إزالة المبيضين في  المرأة تكون المرأة عندئذ معرضة لخطر الإصابة بأمراض القلب والأوعية الدموية أكثر سبع مرات من اللواتى لم يخضعن لتلك العملية. ولكن آليات الإصابة غير معروفة على وجه الدقة. العلاج الهرمونى لا يعادل تلك الهرمونات التي تفرزها المبايض في المرأة الطبيعية. المبايض تنتج الهرمونات التي تحتاجها المرأة طوال حياتها، بالكمية التي تكون هناك حاجة إليها في وقت الحاجة إليهم والرد كجزء من نظام الغدد الصماء.

### هشاشة العظام
استئصال المبيض يرتبط مع زيادة خطر الإصابة بهشاشة العظام وكسور العظام.

, المخاطر المحتملة لاستئصال المبيض بعد انقطاع الطمث غير واضحة تماما. انخفاض مستويات التستوستيرون لدى النساء يؤدى إلى نقص الطول الذي قد يحدث نتيجة انخفاض كثافة العظام. في النساء تحت سن 50 اللواتى خضعن لعملية استئصال المبيض، العلاج بالهرمونات البديلة (Hormonal Replacement Therapy) والتي غالبا ما تستخدم في تعويض الآثار السلبية الناتجة عن النقص المفاجئ في افراز الهرمونات  (على سبيل المثال هشاشة العظام) في سن مبكرة فضلا عن مشاكل انقطاع الطمث مثل الهبات أو الومضات الساخنة التي عادة ما تكون أكثر شدة من تلك التي تواجهها المرأة عند فترة انقطاع الطمث الطبيعية.

### تأثير سلبي على الحياة الجنسية
استئصال المبيض يضعف الحياة الجنسية بشكل كبير. إلى حد كبير كثير من النساء اللواتى خضعن لعمليات الاستئصال سواء المبيض والرحم اختبرن  فقدان الرغبة الجنسية وصعوبة الوصول إلى الشهوة الجنسية وأيضا جفاف المهبل أكثر من الواتى أجرين عمليات أقل تدخلا (إما استئصال الرحم وحده أو إجراء بديل) والعلاج الهرمونى فشل في تحسين هذه الأعراض. وبالإضافة إلى ذلك، مستويات هرمون التستوستيرون عند النساء ترتبط مع شعور أكبر من الرغبة الجنسية واستئصال المبيض إلى حد كبير يقلل من مستويات هرمون التستوستيرون. ومع ذلك، على الأقل قد أظهرت إحدى الدراسات أن العوامل النفسية مثل اشباع الرغبة في العلاقة لا تزال أفضل مؤشر للنشاط الجنسي بعد استئصال المبيض. الجماع لا يزال ممكنا بعد استئصال المبيض وكذلك يمكن أن يستمر. الجراحة الترميمية تبقى خيار للنساء اللواتي تعرضن للأورام الخبيثة والحميدة. :1020–1348

## إدارة الآثار الجانبية الناتجة من استئصال المبيض الوقائى

### العلاجات غير الهرمونية
الآثار الجانبية من استئصال المبيض قد تخففها الأدوية الأخرى غير العلاجات الهرمونية البديلة. بيسفوسفونات غير الهرمونية  (مثل فوساماكس وأكتونيل)والتي تزيد من قوة العظام وتؤخذ مرة واحدة في الاسبوع.أيضا  جرعة منخفضة من مثبطات امتصاص السيروتونين الانتقائية (مثل باكسيل وبروزاك) تساعد في تخفيف الأعراض المرتبطة بالأعصاب المحركة للأوعية الدموية الشائعة في سن اليأس، مثل  «الهبات الساخنة».

### العلاجات الهرمونية
في العام، العلاج بالهرمونات البديلة مثيرة للجدل إلى حد ما بسبب انها مسرطنة وخصائص الاستروجين التي تسبب الجلطات; ومع ذلك، فإن العديد من الأطباء والمرضى يشعرون بالفوائد التي  تفوق المخاطر لدى النساء اللواتى قد يواجهن خطورة على الصحة ونوعية الحياة نتيجة انقطاع الطمث الجراحي المبكر. هرمونات المبيض الاستروجين والبروجسترون، التستوستيرون تشارك في تنظيم مئات من وظائف الجسم؛ ويعتقد بعض الأطباء أن برامج العلاج الهرموني قد تساعد في التخفيف من حدة الاثار الحانبية الناتجة عن انقطاع الطمث الجراحي مثل زيادة خطر أمراض القلب والأوعية الدموية،
على المدى القصير العلاج الهرمونى بهرمون الاستروجين له تأثير يذكر على خفض معدل الوفيات المرتبطة بالنساء التي تمتلكن طفرات BRCA عالية الخطورة. على أساس المحاكاة الحاسوبية، الوفيات الإجمالية تبدو هامشيا أعلى على المدى القصير بعد استخدام العلاج الهرمونى بعداستئصال المبيض أو انخفاضا طفيفا على المدى القصير بعد العلاج الهرمونى  بعد استئصال المبيض جنبا إلى جنب مع الثدي. هذه النتيجة ان أمكن تعميمها على غيرهم من النساء اللواتى في خطر كبير على المدى القصير (أي سنة  واحدة أو سنتين) من العلاج باستخدام هرمون الاستروجين في علاج الهبات الساخنة، ربما  قد تكون مقبولة.

## وصلات خارجية
- قائمة مفيدة من متوفرة حاليا بدائل الهرمونات في الولايات المتحدة
- قائمة مفيدة من متوفرة حاليا بدائل الهرمونات في المملكة المتحدة
- مدلاين بلس Hysterectomy
- أحد الناجين دليل انقطاع الطمث الجراحي: جمع المعلومات عن إدارة مرحلة ما بعد انقطاع الطمث الجراحي الظروف
- موسوعة جراحة المادة على استئصال الرحم